# Martin Kelp
Martin Kelp (n. 1659, Hoghilag – d. 1694, Moșna) a fost un pastor luteran, istoric și pedagog sas transilvănean. Kelp a fost rectorul Gimnaziului din Sighișoara, ca succesor al filosofului și pedagogului Elias Ladiver.

## Familia și studiile
Martin Kelp a fost fiul pastorului Georg Kelp. În 1684 a absolvit Universitatea din Leipzig cu disertația „Natales Saxonum Transsilvaniae aposciasmate historico illustrati”. În iulie 1684 s-a întors în Transilvania, unde a devenit profesor și rector al Gimnaziului din Sighișoara.
În vara lui 1687 a devenit paroh luteran la Bundorf. După un timp a devenit paroh luteran la Moșna, unde a activat până la sfârșitul vieții.

## Scrieri
- De magistratu politico, 1685
- Positiones theologicae ex articulo de ministerio ecclesiastico